# Piława Górna
Piława Górna (fino al 1928 Ober Peilau, dal 1928 al 1945 Gnadenfrei) è una città polacca del distretto di Dzierżoniów nel voivodato della Bassa Slesia.
Ricopre una superficie di 20,93 km² e nel 2007 contava 6 742 abitanti.

## Etimologia
Ci sono due teorie circa l'origine del nome Piława Górna.
La prima si ricollega al XII secolo, dove abitava una popolazione di taglia legna (in polacco pilarze) .
La seconda versione invece deriva dal nome del fiume Piławą il cui nome in tedesco era Peilau, adattato poi foneticamente al polacco.

## Ubicazione
Piława Górna si trova nella Polonia del sud, fa parte della Valle di Dzierżoniów, confinante con le Colline di Niemcza.
È attraversata dai fiumi Piława e Ślęza con il suo affluente Piekielny Potok.
Comuni limitrofi: Dzierżoniów e Niemcza (nel distretto di Dzierżoniów), Stoszowice e Ząbkowice Śląskie (nel distretto di Ząbkowice Śląskie).

## Geografia

### Situazione orografica
È attraversata da due catene: Wzgórza Bielawska e Wzgórza Gilowska.
Inoltre nella parte orientale tocca anche la catena Wzgórz Gumińskich.
Nella parte ovest il territorio è delimitato dal monte Ryba Góra (411 m s.l.m.) .
Al sud invece si trovano il monte Kluczowska Góra (432 m s.l.m., dove nasce il fiume Piława, fiume principale del distretto di Dzierżoniów).
Fra Piławą Górna e Przerzeczyn-Zdrój, verso est, si trova il monte Grzybowiec (364 m s.l.m.).

### Clima
Secondo la classificazione di Wincenty Okołowicz Piława Górna appartiene alla zona temperata.
Secondo la Classificazione dei climi di Köppen invece appartiene alla zona Cfb – climi temperati con estate umida.
Caratteristica di questo clima è un'estate lunga e un inverno mite, con una temperatura media annuale appena inferiore agli 8 °C.
La vegetazione inizia nella prima decade di aprile e dura 31/32 settimane.
Le precipitazioni sono abbondanti sopra gli 700-800 mm all'anno.

### Risorse naturali

#### Materie prime
Sono presenti materie prime utilizzate per la costruzione di strade ed edifici.
Ne fanno parte le risorse di granodiorite e amfibolite.
Inoltre sono state estratte risorse di gneiss, ghiaia e sabbia.

#### Suolo
La maggior parte del suolo di Piława Górna si trova su un suolo si ottima qualità di classe I, II, III (69,6%).

#### Risorse idriche
La rete idrogeologica è tipica dei terreni montani e premontani.
All'interno del comune mancano Serbatoi d'acqua.

#### Boschi
Caratterizzata da boschi densi anche se in totale sono solamente 62,5 ettari.
La specie più presente è la Quercia.
Quasi il 97% dei boschi si trova in mano statale.

## Evoluzione demografica
|                                                          | Totale | Totale | Donne | Donne | Uomini | Uomini |
| -------------------------------------------------------- | ------ | ------ | ----- | ----- | ------ | ------ |
|                                                          | pers.  | %      | pers. | %     | pers.  | %      |
|                                                          | 6776   | 100    | 3529  | 52,08 | 3247   | 47,92  |
| Densità [abitanti per km²]                               | 323,7  | 323,7  | 168,6 | 168,6 | 155,1  | 155,1  |
| Origine: Ufficio Statistico Polacco, Dati del 31.12.2011 |        |        |       |       |        |        |

### Popolazione
Secondo i dati del 31 dicembre 2015 a Piława Górna abitano 6 633 persone.
Questo numero è in continuo calo. In aumento invece è la popolazione femminile.
Piława Górna rappresenta il 6,4% degli abitanti del distretto di Dzierżoniów. Molti degli abitanti in realtà risiedono fuori del comune, lavorano e studiano soprattutto a Breslavia, a Wałbrzych oppure all'estero.

## Economia

### Budget del comune
Le entrate nel 2011 ammontano a 16,8 mln zł (circa 4 milioni di euro), circa 2476 zł per abitante (circa 570 euro).

### Mercato del lavoro
La maggior parte della forza lavoro si concentra nell'industria e nelle costruzioni.
La disoccupazione è un problema preoccupante. Nel 2011 erano circa 500 le persone disoccupate, anche se è comunque calata rispetto al 2005, fermandosi all'11,4%.

### Agricoltura
Per la maggior parte coltivata, Piława Górna aveva nel 2005 125 aziende agricole, ognuna delle quali aventi dimensioni non oltre 5 ettari. Viene coltivato soprattutto il grano.

### Industria e servizi
Lo sviluppo è soprattutto dovuto all'estrazione e lavorazione della pietra, iniziato già nel 1740.
Sono presenti sul territorio circa 600 aziende, prevalentemente private, di piccole e medie dimensioni.
Sono inoltre presenti attività nel settore meccanico, edilizia, trasporti e logistica.
Di queste circa 100 lavorano nell'industria della pietra. Piława Górna è uno dei centri più grandi per la lavorazione della pietra del paese.
Importante da notare è la presenza della miniera di Piława Górna, dove viene estratta la Migmatite e l'amfibolite.